# Waldorf (Minnesota)
Pour les articles homonymes, voir Waldorf.
Waldorf est une ville américaine située dans le comté de Waseca, dans le Minnesota. Selon le recensement de 2010, sa population est de 229 habitants.